# هاگستون
هاگستون (به انگلیسی: Hoggeston) یک روستا و محله مدنی در بریتانیا است که در Aylesbury Vale واقع شده‌است. هاگستون ۱۰۴ نفر جمعیت دارد.